# Abul Qasem Foushanji
Abul Qasem Foushanji (* 1987 in Herat) ist ein afghanischer Fotograf, Maler und Bassist.

## Leben und Werk
Foushanji lebte mit seiner Familie 18 Jahre lang im Iran. Zwischen 2006 und 2008 lebte er in Indien. Seine künstlerischen Vorbilder sind Clyfford Still, Jackson Pollock, Led Zeppelin, Marilyn Manson und Cannibal Corpse. Foushanji „schafft Werke, die die dunklere Seite der menschlichen Natur heraufbeschwören und untersuchen.“
Er ist Bassist bei der Progressive-Metal-Band District Unknown.
2012 war Abul Qasem Foushanji Teilnehmer der dOCUMENTA (13) in Kassel.